# Hemistola vernarius
Hemistola vernarius är en fjärilsart som beskrevs av Stephens 1829. Hemistola vernarius ingår i släktet Hemistola och familjen mätare. Inga underarter finns listade i Catalogue of Life.